# Lasianthus meeboldii
Lasianthus meeboldii är en måreväxtart som beskrevs av Debendra Bijoy Deb och M.G.Gangop.. Lasianthus meeboldii ingår i släktet Lasianthus och familjen måreväxter.
Artens utbredningsområde är Burma. Inga underarter finns listade i Catalogue of Life.